# Into the Storm (album)
Into the Storm è  un album discografico del gruppo musicale Axel Rudi Pell.

## Tracce
1. The Inquisitorial Procedure – 4:10
2. Tower of Lies – 5:04
3. Long Way To Go – 5:42
4. Burning Chains – 4:15
5. When Truth Hurt – 3:23
6. Changing Times – 5:09
7. Freedom Fighter – 4:28
8. Hey Hey May May – 4:44
9. Into the Storm – 5:58